# VR Sm6 sorozat

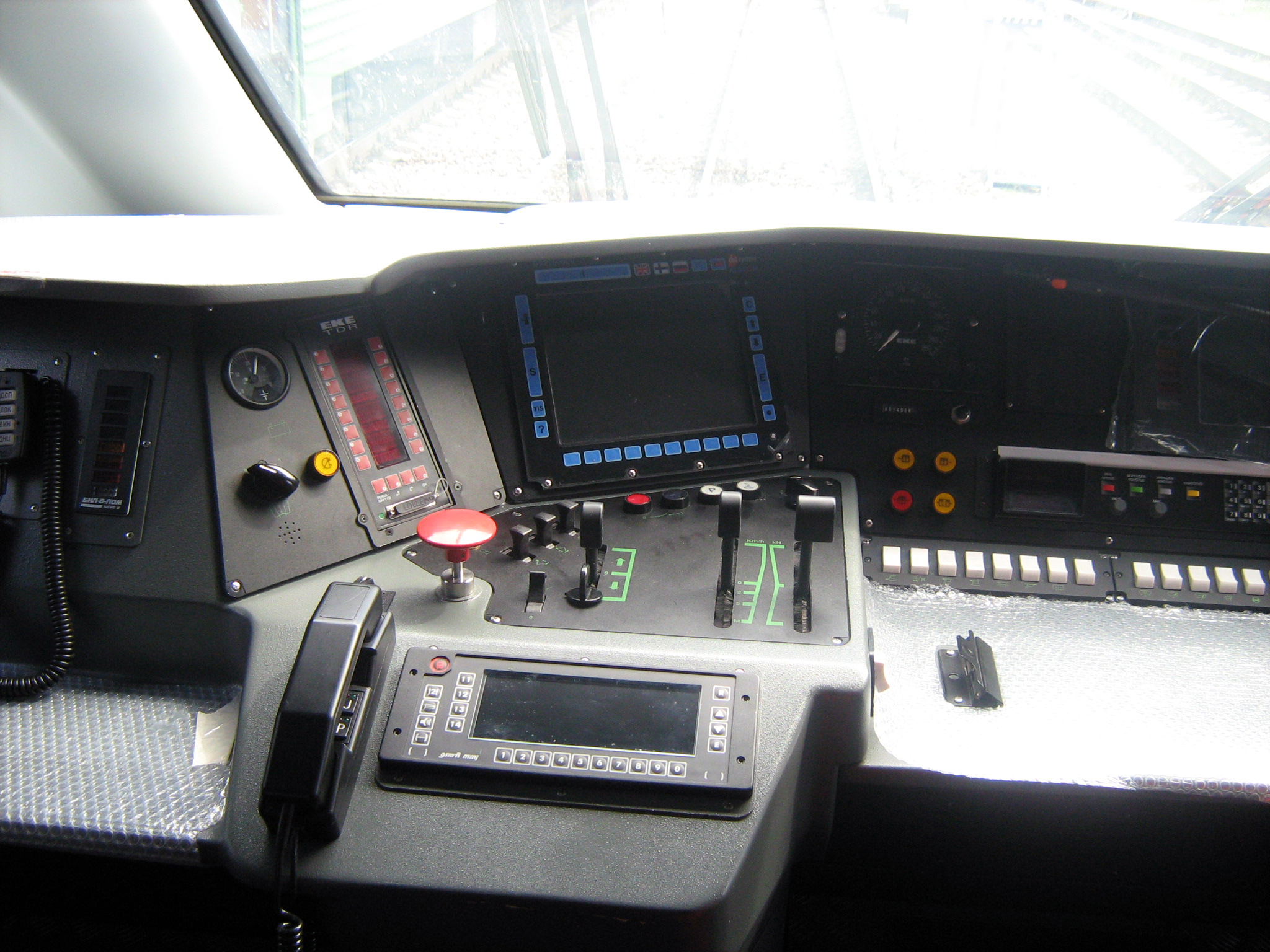
A motorvonat vezetőállása

A VR Sm6 sorozat egy finn nagysebességű villamosmotorvonat-sorozat, melyet az Alstom gyártott. A motorvonatok 2010 december 6-tól közlekednek Helsinki (Finnország) és Szentpétervár (Oroszország) között. A VR és az RZSD közös vállalata üzemelteti őket. Az új vonatok a korábbi 5 és fél óráról 3 órára rövidítik le a menetidőt.
A 443 kilométer megtétele korábban vonaton 6 óra 18 percet vett igénybe. Az Allegro üzembe állításával, az utazási idő 3 óra 30 percre csökkent. Az oroszországi szakaszon az eljutási idő 1 óra 30 percre csökkent, a korábbi 3 óra 11 percről. A vonat Oroszországban 200, míg Finnországban 220 km/h sebességgel képes haladni. Az első időkben két pár vonatot indítottak, de 2011 nyarán a tervek szerint a vonatpárok száma négyre fog emelkedni. Az új Allegro üzembeállásával megszűnik a finn Sibelius és az orosz Repin vonatok üzeme. Az RZSD Tolsztoj hálókocsis vonata azonban továbbra is várja az utasokat Moszkva és Helsinki között.

## Képgaléria

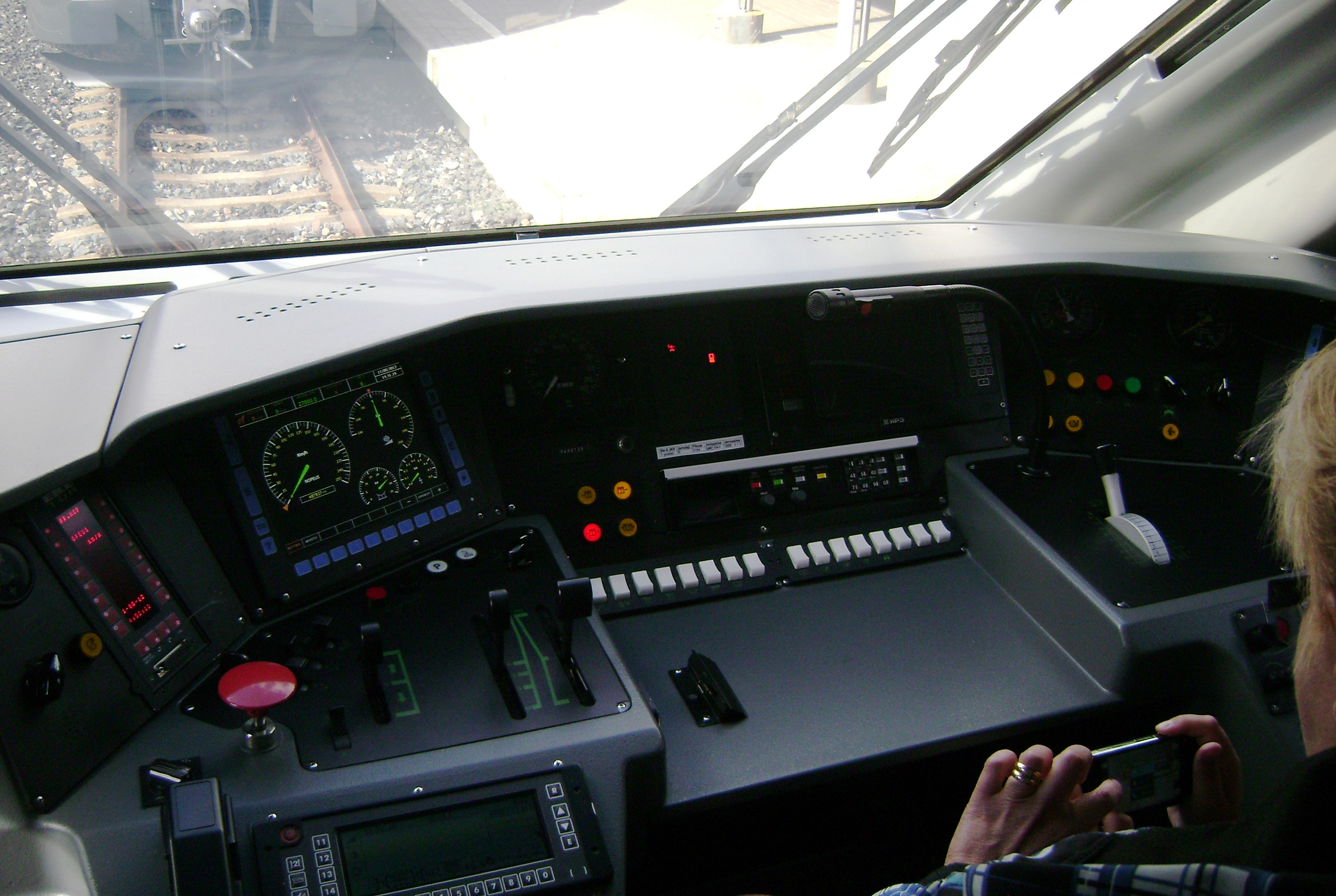
Vezetőállás
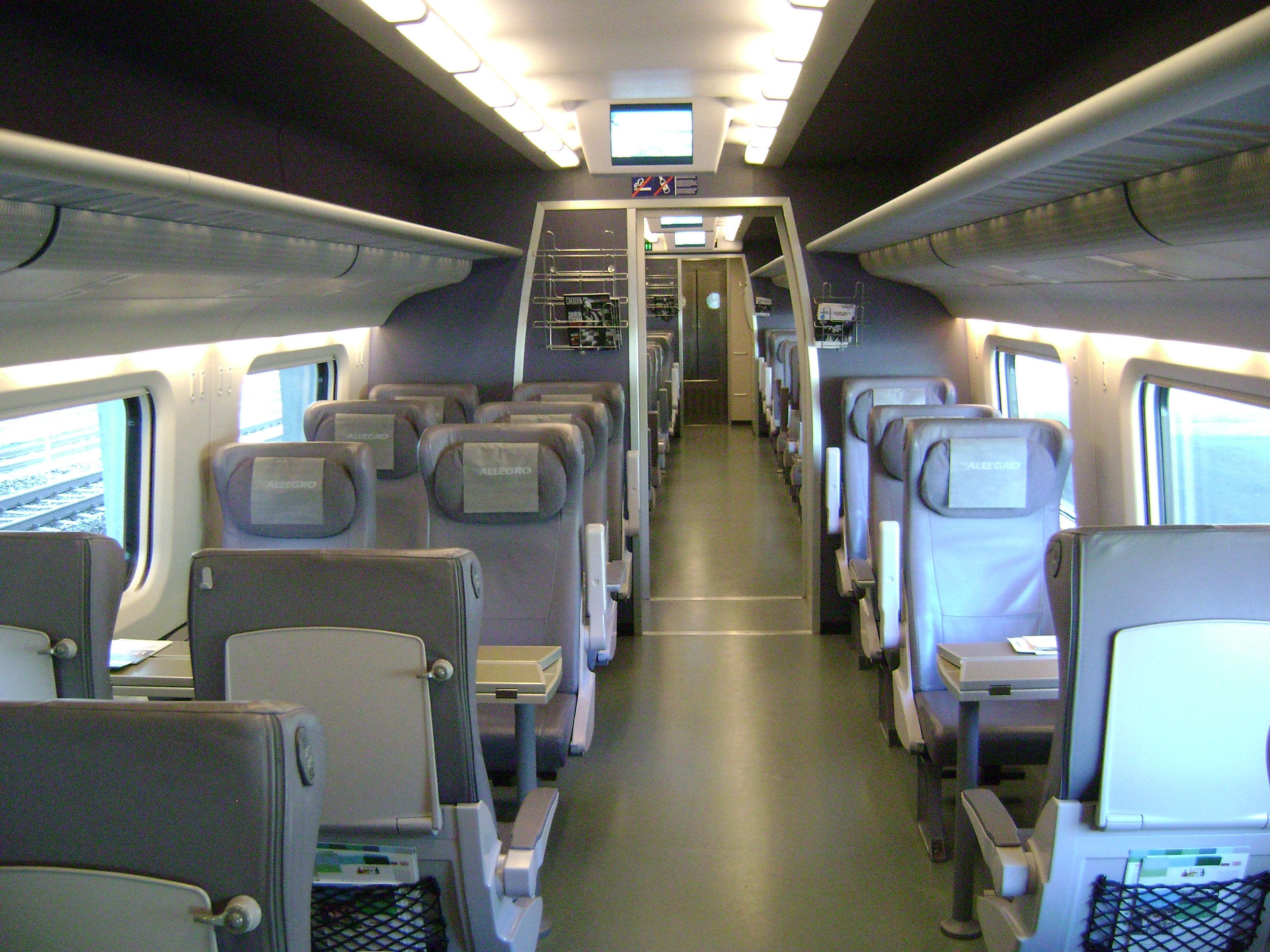
Első osztály
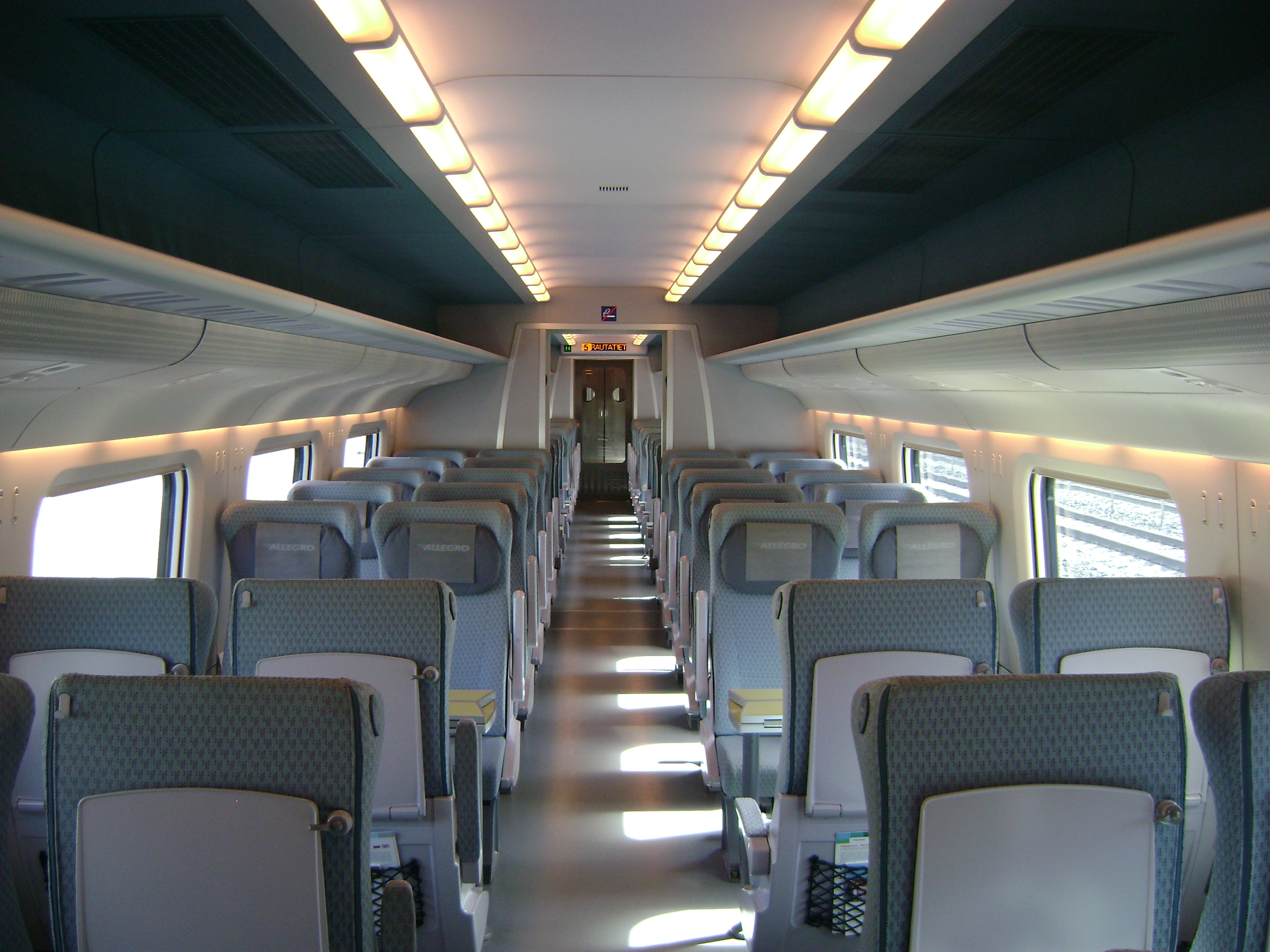
Másodosztály
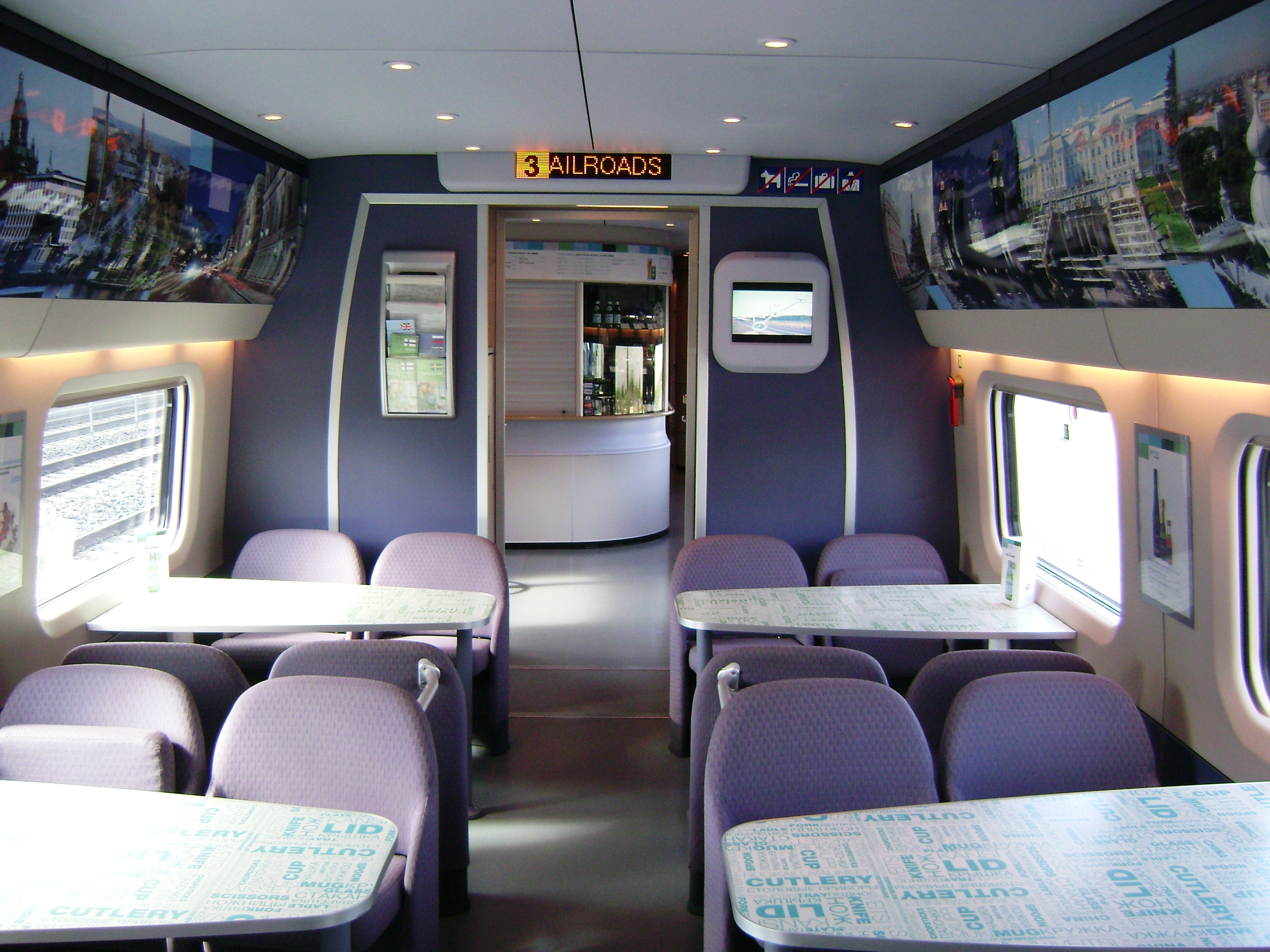
Étkezőkocsi
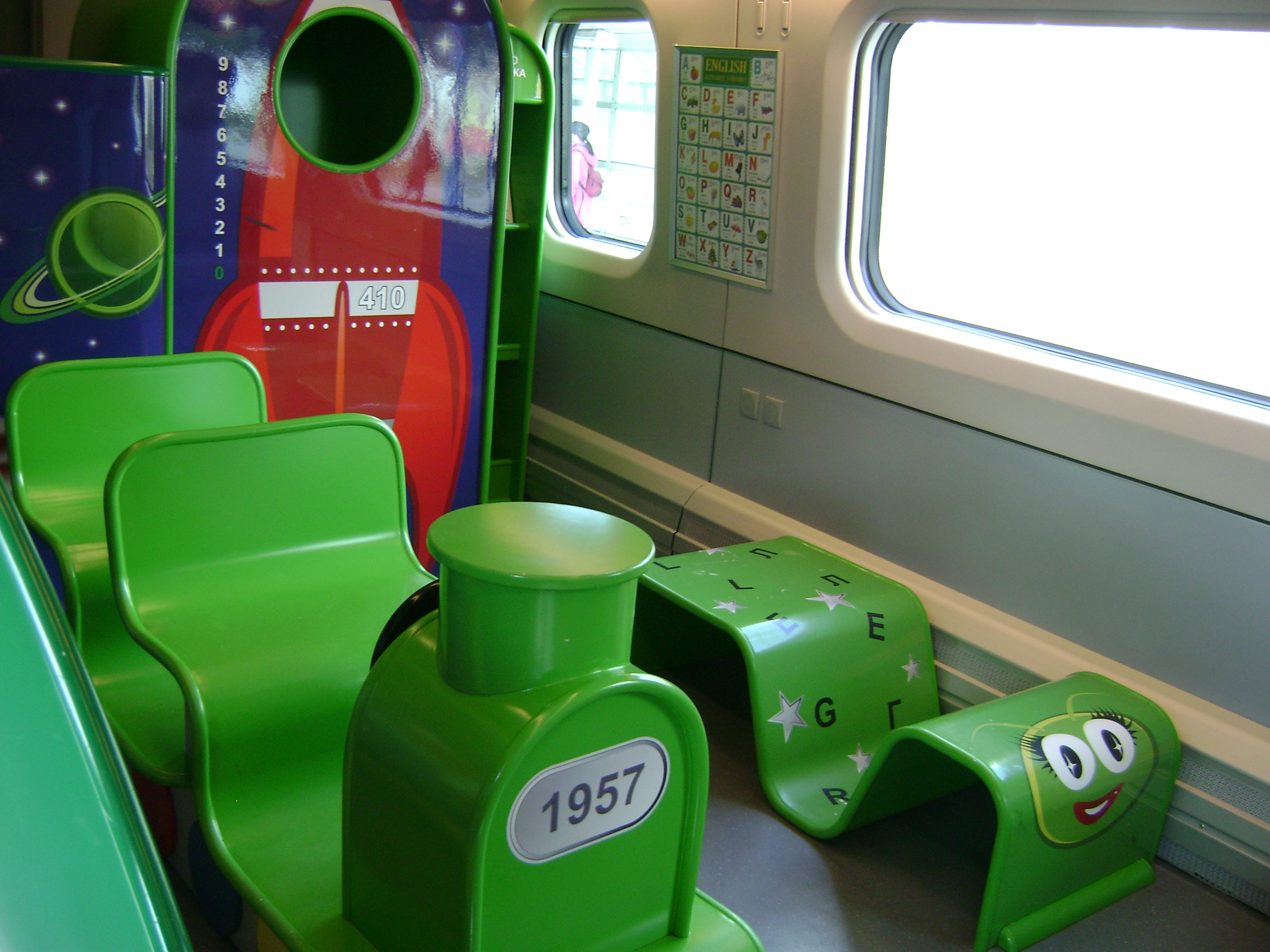
Játszósarok
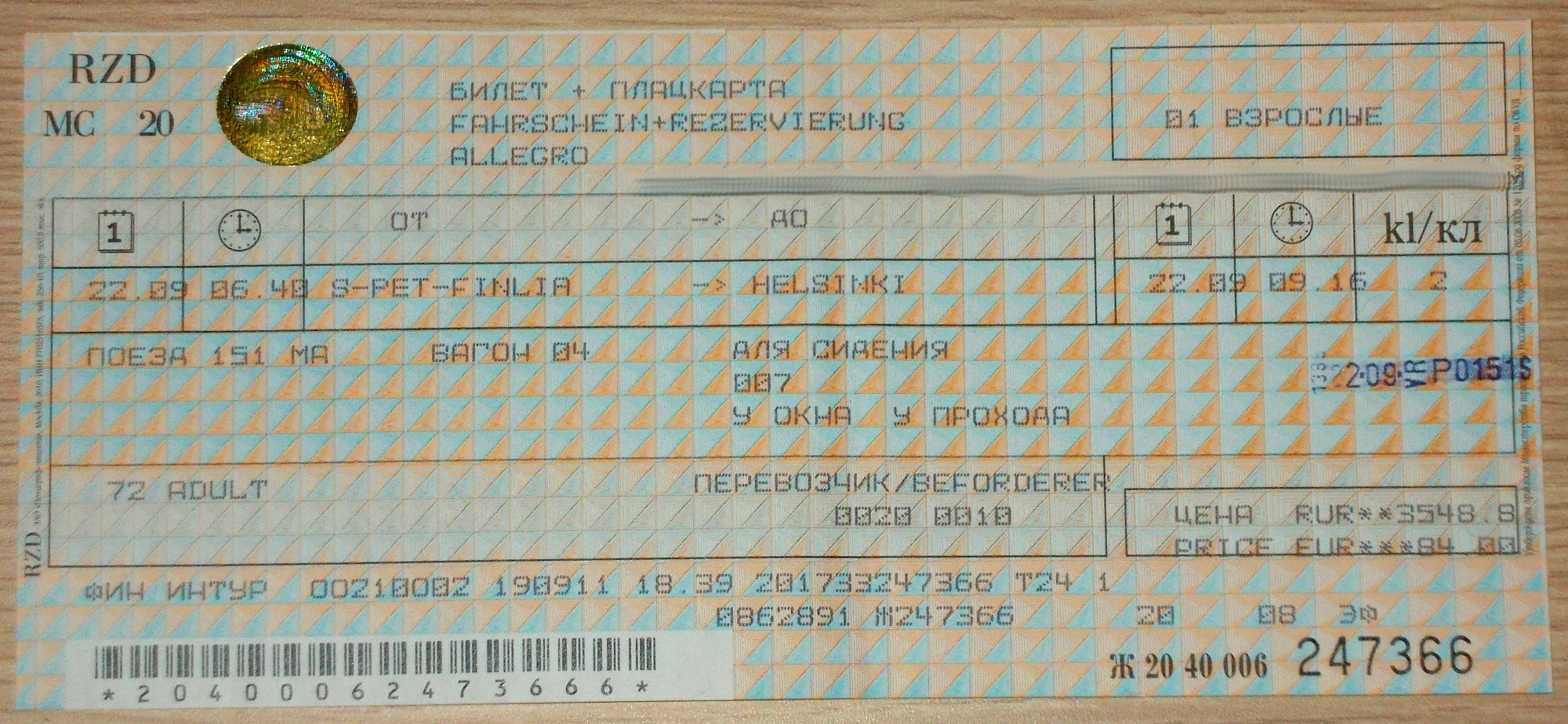
Vonatjegy
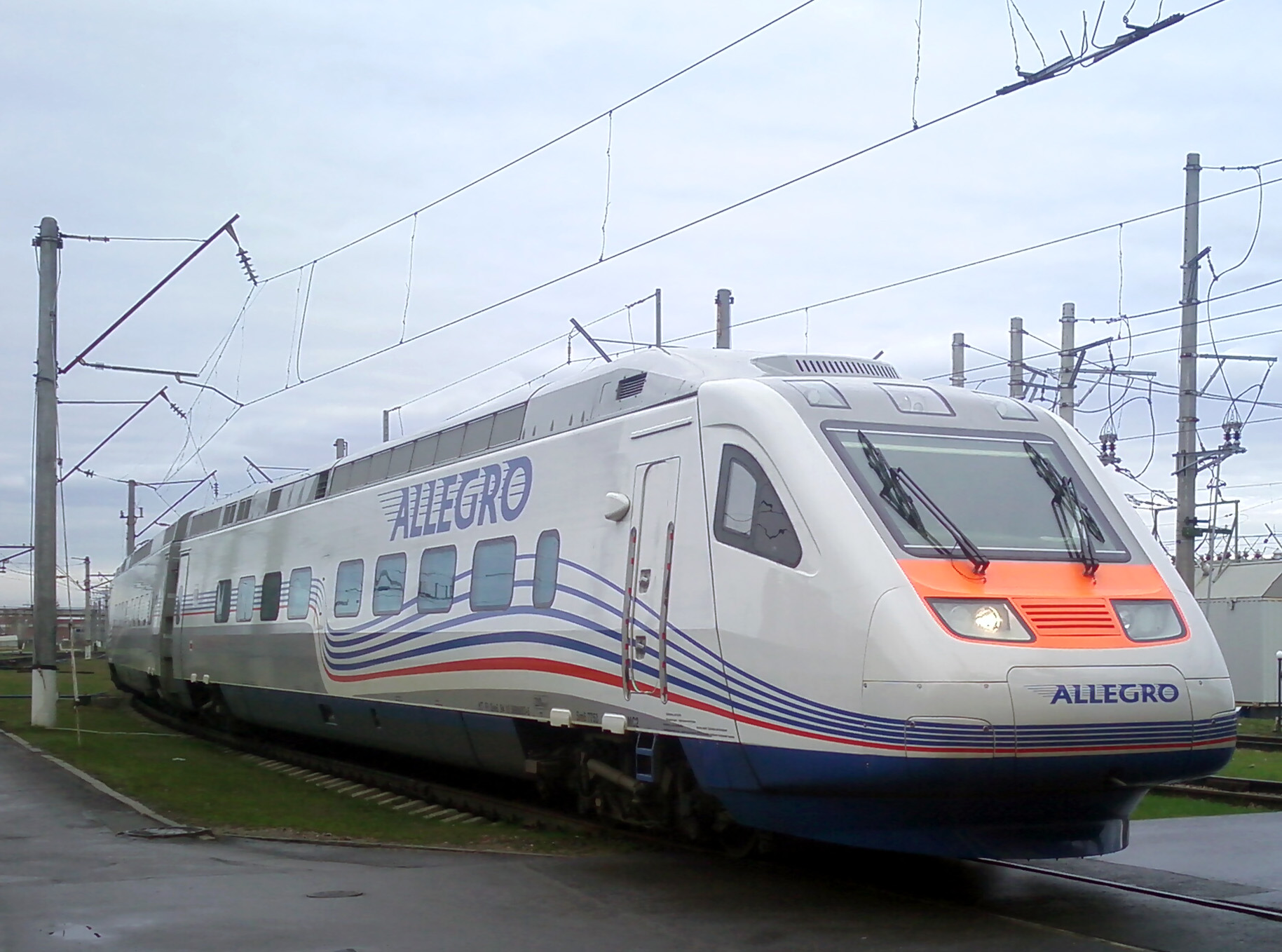
Az első a vonat